# ریچارد کردری
ریچارد کُردری (انگلیسی: Richard Cordery) بازیگر تئاتر، سینما و تلویزیون اهل بریتانیا است. وی از سال ۱۹۷۸ میلادی تاکنون مشغول فعالیت بوده‌است.
از فیلم‌ها یا برنامه‌های تلویزیونی که وی در آن نقش داشته است، می‌توان به آدمکشان میدسامر، روغن لورنزو، درباره زمان، مادام بوواری، آقای ترنر، جودی اشاره کرد.